# Leandro Gómez
José María Leandro Gómez Calvo (Montevideo, 13 marzo 1811 – Paysandú, 2 gennaio 1865) è stato un militare uruguaiano.

## Biografia
Nacque a Montevideo da padre galiziano e madre creola. Nel 1837, quando l'ex presidente colorado Fructuoso Rivera diede il via alla rivoluzione contro il suo successore Manuel Oribe, capo del partido blanco, Gómez prese le parti di quest'ultimo arruolandosi nelle milizie della capitale. Dopo la sconfitta dei blancos si recò in esilio in Argentina combattendo per conto di Oribe contro Juan Lavalle. Nel 1842 Gómez partecipò alla battaglia di Arroyo Grande come aiutante di campo dell'ex presidente uruguaiano. Distintosi durante il lungo assedio di Montevideo come Ufficiale Aiutante di Oribe, negli anni successivi continuò la sua carriera nelle forze armate uruguaiane raggiungendo nel 1860 il grado di colonnello.
Nel 1863 il caudillo colorado Venancio Flores, che già aveva ricoperto la carica presidenziale tra il 1854 ed il 1855, sbarcò in Uruguay con l'obbiettivo di scatenare una rivoluzione che rovesciasse il governo del presidente blanco Bernardo Prudencio Berro. Il 25 luglio dello stesso anno Gómez partecipò al combattimento di Las Cañas durante il quale le truppe governative di Diego Eugenio Lamas furono sconfitte e si videro costrette a ritirare a Salto. Nominato Comandante Militare della cittadina rivierasca fu successivamente trasferito a Paysandú dove assunse la guida della guarnigione locale.
Dopo aver respinto un primo attacco delle milizie di Flores alla città nel 1864, fu promosso al grado di Colonnello Maggiore. Lo stesso anno tuttavia i colorados ottennero in loro appoggio un intervento armato dell'esercito brasiliano in Uruguay. Nel dicembre 1864 Paysandú fu così posta nuovamente sotto assedio dagli uomini di Flores, supportati da una squadra della marina brasiliana al comando del Marchese di Tamandaré e da 1.500 soldati dell'esercito brasiliano del generale Antônio de Sousa Neto. Nonostante lo squilibrio tra le forze in campo e i duri bombardamenti dell'artiglieria brasiliana, le truppe di Gómez riuscirono a tenere testa agli assedianti per circa un mese. Il 27 dicembre si assommarono all'assedio 15.000 soldati brasiliani comandati dal generale José Luís Mena Barreto e quattro giorni dopo fu lanciato l'assalto finale. Il 2 gennaio 1865 la città cadde e Gómez fu fatto prigioniero. Assieme agli ufficiali che avevano guidato la difesa di Paysandú fu giustiziato il giorno stesso per ordine del generale José Gregorio Suárez.